# Teya Dora
Teodora Pavlovska (Bor, 1. svibnja 1992.), poznatija kao Teya Dora, srbijanska je kantautorica. Predstavljala je Srbiju na Pjesmi Eurovizije 2024.

## Životopis
Studirala je glazbu na „Berklee College of Music” u Bostonu. Pjevala je prateće vokale za američke izvođače kao što su dobitnice nagrade Grammy: Patti Austin, Sydah Garrett, Jerry Allen i Valerie Simpson. Nakon diplome neko je vrijeme živjela u New Yorku, gdje je pisala pjesme na engleskom jeziku za producentsku kuću ARKTKT Publishing.
Debitirala je 2019., objavivši debitantski singl „Da na meni je“. Između 2020. i 2023. napisala je nekoliko pjesama za srpski filmski serijal „Južni vjetar”. Pisala je pjesme za druge izvođače kao što su: Nataša Bekavac, Nikolija, Anastasija Ražnatović i dr.
U ožujku 2023. objavila je pjesmu „Džanum“ koja je postala viralna, te je zauzela 6. mjesto na Billboard Croatia Songs ljestvici i dosegla 4. mjesto na Spotify platformi. 
U siječnju 2023. s pjesmom „Posle mene“, sudjelovala je, kao tekstopisac, na srpskom izboru za Pjesmu Eurovizije.
Dana 2. ožujka 2024. pobijedila je u finalu srpskoga izbora za Pjesmu Eurovizije s pjesmom "Ramonda", zahvaljujući čemu je stekla pravo predstavljanja Srbije na 68. natjecanju za pjesmu Eurovizije.

## Diskografija

### Singlovi
- „Da na meni je“ (2019.)
- „Oluja“ (2020.)
- „Ulice“ (2021). - s Nikolijom
- „U ilegali“ (2022.)
- „Vozi me“ (2022.)
- „Džanum“ (2023.)
- „ATAMALA“ (2023.) - s Albinom
- „Ramonda“ (2024.)